# Lago Steinberger
El lago Steinberger (en alemán: Steinbergersee) es un lago situado en la región administrativa de Alto Palatinado, en el estado de Baviera (Alemania), a una elevación de 634 metros; tiene un área de 184 hectáreas. 